# Helmut Dörner
Helmut Dörner (Mönchengladbach, 26 de junio de 1909 - Budapest, 11 de febrero de 1945) fue un comandante alemán en las Waffen-SS de la Alemania Nazi durante la II Guerra Mundial. Fue condecorado con la Cruz de Caballero de la Cruz de Hierro con Hojas de Roble y Espadas. Durante la II Guerra Mundial, recibió ambas clases de la Cruz de Hierro durante la batalla de Francia. Dörner permaneció en la División Polizei hasta finales de 1943, y después fue transferido a Grecia. Cuando Karl Schümers (comandante divisional) fue muerto, Dörner asumió el mando hasta la llegada de un nuevo comandante. En septiembre de 1944 la 4.ª División SS Polizei fue enviada a Rumanía y Hungría. Durante el sitio de Budapest, se convirtió en comandante de un grupo de batalla mixto y murió durante un intento de avance.

## Condecoraciones
- Medalla de herido en Negro (2 de octubre de 1941)[1]
- Insignia de Infantería de Asalto en Plata (2 de octubre de 1941)[1]
- Cruz de Hierro 2ª Clase (14 de junio de 1940) & 1ª Clase (19 de junio de 1940)[1]
- Cruz Alemana en Oro el 24 de diciembre de 1941 como Hauptmann en el 14./Polizei-Schützen-Regiment 2[2]
- Cruz de Caballero de la Cruz de Hierro con Hojas de Roble y Espadas
  - Cruz de Caballero el 15 de mayo de 1942 como SS-Sturmbannführer y comandante del II./SS-Polizei-Schützen-Regiment 2[3]
  - 650ª Hojas de Roble el 16 de noviembre de 1944 como SS-Standartenführer y comandante del SS-Panzergr.-Regiment 8[3]
  - 129ª Espadas el 1 de febrero de 1945 como SS-Oberführer y líder de un Kampfgruppe en la 4. SS-Polizei-Panzergrenadier-Division[3]